# NGC 4361
NGC 4361（Lawn Sprinkler Nebula）是一個位於烏鴉座的行星狀星雲。NGC 4361被納入天文聯盟的赫歇爾目錄觀測計劃。

## 中心恆星
NGC 4361的中心恆星在亨利·德雷伯星表編號為HD 107969，是一顆極熱的沃爾夫-拉葉星，溫度為126,000K。這顆恆星比太陽亮近18,000倍，但體積卻只有太陽的6.1%。這顆恆星在5,776至8,018年前離開了漸近巨星支。

## 外部連結
- 维基共享资源上的相關多媒體資源：NGC 4361